# Калачакра

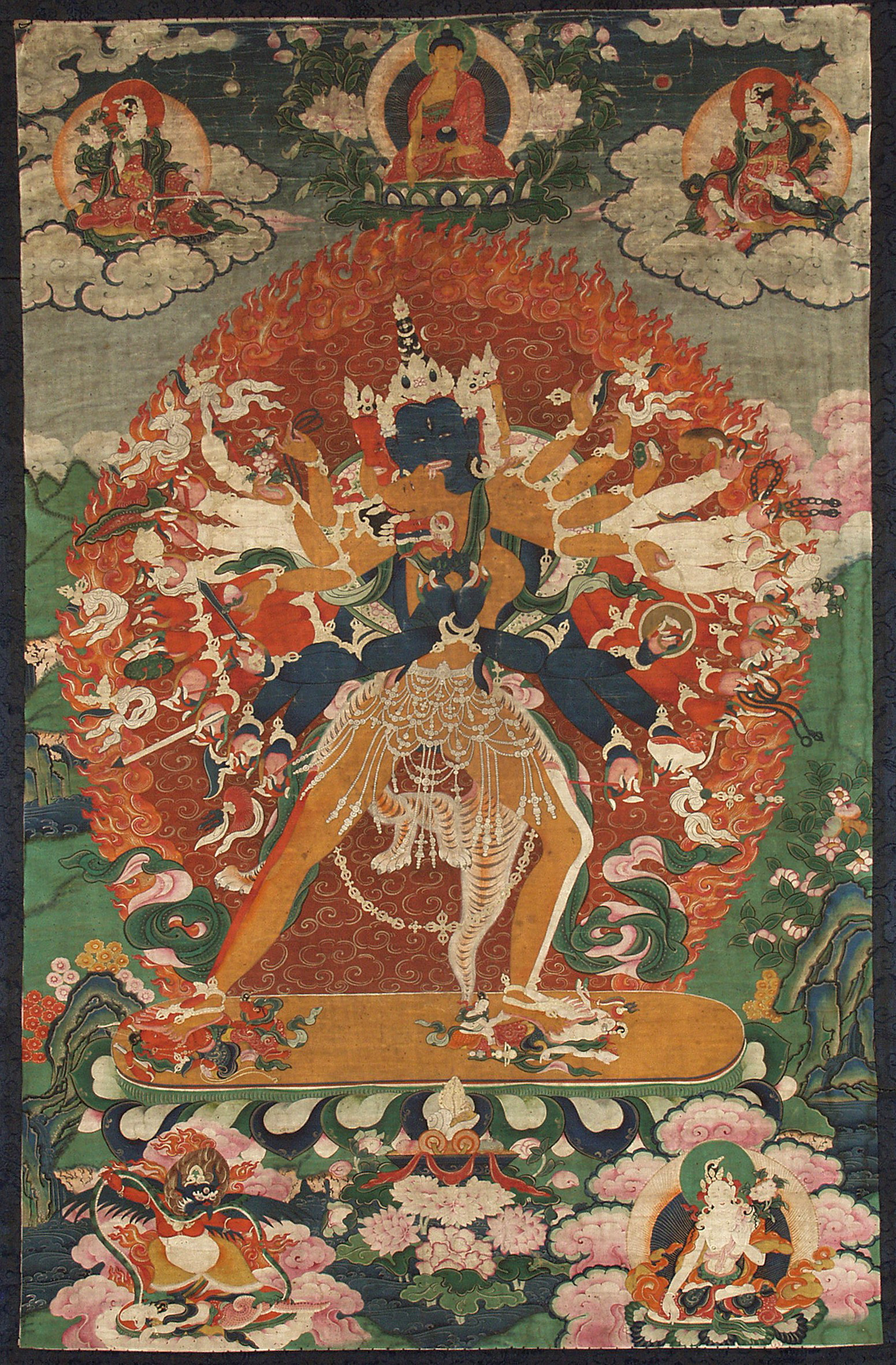
Калачакра (Бурятия, XIX век)

Калача́кра (санскр. कालचक्र, «Колесо времени») — идам (тантрическое божество, санскр.: дэва), используемое в наиболее сложной системе тантр — Калачакре-тантре (её основной текст носит то же название).
Калачакра — система буддийского мировоззрения, предполагающая, что человек и мир связаны, как микрокосм и макрокосм, и что изменяя своё бытие, человек может менять соотношения энергий во Вселенной. 
Текст датируется XI веком н.э..
Калачакра-тантра (санскр. कालचक्र तन्त्र, «Тантра колеса времени») — тантра, в индо-тибетской традиции считающаяся вершиной учений Ваджраяны.
Таким образом название "Калачакры" носит
1.идам (дэв) Калачакра,
2. текст "Калачакра-тантра" и
3. система буддийского мировоззрения (все три понятия непосредственно связаны между собой).
Одна из идей «Калачакры» — доктрина единства бытия. Эстонский буддолог Л. Э. Мялль определял Калачакру как отождествление макрокосма с микрокосмом, вселенной с человеком. Он указывает, что, «согласно Калачакре, все внешние явления и процессы взаимосвязаны с телом и психикой человека, поэтому, изменяя себя, человек изменяет мир».
Текст «Калачакра-тантры» разделён на пять глав.
Первая глава этой тантры посвящена космологии, астрономии, астрологии и теории календаря. Эти идеи «Калачакры» произвели такое впечатление на тибетцев, что они провели реформу календаря, введя систему шестидесятилетних циклов, принятую уже более тысячи лет в Китае. Причиной заимствования китайского календаря послужило то обстоятельство, что календарь «Калачакры» также основывается на шестидесятилетнем цикле, хотя и несколько ином, чем цикл китайского календаря (в том числе иное начало отсчёта каждого из шестидесятилетних циклов: в Китае это год свиньи, в Тибете — иной год). За «первоначальную» точку календарного отсчёта (первый год первого цикла —  тиб. "рабджун") в Тибете был взят 1027 год, когда, в соответствии с тибетской традицией, буддийский учитель Чжу Атиша принёс текст «Калачакра-тантры» из страны Шамбала.
Вторая глава посвящена описанию человеческого организма,
третья — подготовке к медитациям — этап инициации,
четвёртая — самим медитативным практикам, 
пятая — состоянию просветления.
В «Калачакра-тантре» предписано вегетарианство.
Калачакра-мандала — мандала в виде круговой или пространственной схемы мироздания, используемая в тантрической системе Калачакры.

## История Калачакры
Согласно тантрическим писаниям, на следующий год после Пробуждения, в полнолуние весеннего месяца чайтра (апрель - май), у великой ступы Дханьякатака Будда Сиддхартха Гаутама Шакьямуни даровал учение Калачакра-тантры по просьбе царя Шамбалы Сучандры. Вернувшись в Шамбалу, Сучандра написал "Коренную тантру Калачакры" (санскр. - Калачакра Мулатантру) в 12 000 строф и комментарий к ней, объяснительную Тантру в 60 000 строф. Последующий король Шамбалы, Йашас, написал сокращённую форму Тантры, Калачакра Лагхутантра. Она составляет примерно четверть объёма оригинальной Мулатантры. Этот текст сохранился в наши дни, и сейчас известен как «Калачакра Тантра».
Следующим королём был Пундарика, и он составил комментарий на «Лагхутантру», известный как «Вималапрабха». Он (комментарий) также сохранился до сегодняшнего дня, и оба эти текста доступны в санскритском оригинале и тибетском переводе в составе тибетского буддийского канона "Ганчжур".
Во времена Калки Аджа Учение Калачакры было принесено в Индию. И считается, что в настоящее время на львином троне находится Шри-пала. И все правители Учения, начиная с Сурешвары и вплоть до Ананта-виджая будут править в царстве ровно по сто лет каждый.
История передачи учения из Шамбалы в Индию и Тибет различается в зависимости от традиции. В важнейшей традиции переводчика Дро или традиции Соманатхи история выглядит следующим образом. Индийский пандит Махакалачакрапада (Маньжуваджра) совершил путешествие на север и по пути встретил эманацию короля Калки. От него он получил посвящение и наставления и далее осуществлял шестичастную йогу, приобретя способности путешествовать в Шамбалу. Там он получил полную передачу Калачакры и многих других тантр, которые начал распространять в Индии. В конце жизни он ушёл в радужном теле. Его преемником был Калачакрапада Младший (Шрибхадра). Известно, что он давал учение пятистам пандитам буддийского университета Наланды. От него, через Бодхибхадру и Соманатху, учение Калачакры перешло в Тибет.
«Синяя летопись» даёт список двадцати переводчиков, которые перевели Калачакра Тантру независимо, но принято выделять двух как выдающихся: Дро Шераб Драк, который работал в основном с кашмирцем Соманатхой, и Рва Чораб, который путешествовал в Непал и работал с неварским пандитом Саманташри.
Так, учение Калачакры, перейдя в Тибет, распространилось во всех традициях, зачастую в смешанном виде нескольких линий переводов. Однако стадия завершения, шесть йог калачакры, в наше время сохранилась только в традиции Джонанг, издавна специализировавшейся на практике Калачакра-тантры.

## Калачакра в современных буддийских школах
Учение Калачакры пришло в Тибет разными путями. Затем эти линии передачи сливались, переходя в рамки школ. Так, от Калачакрапады Младшего учение перешло в Тибет через Манджушри-кирти, Соманатху и Цами Лоцаву. От Соманатхи образовались линия Дро, которая сразу стала поддерживаться мастерами Джонанг, линия абхайя, которая потом перешла к основателю традиции Сакья, линия Анупама-сагары, которая потом перешла в линию Друкпа Кагью и через Вибхути Чандру в Карма Кагью, в которой слились также линии Рва, линия Цами Лоцавы и линия Дро. Линия абхайя, линия Дро и Рва перешли к Цонкапе, который является основателем традиции Гелуг. В традиции Ньингма линия передачи представляет собой линию Джамгона Конгтрула, которая объединила линии Карма Кагью и Джонанг.
В настоящее время линия передачи Калачакра тантры сохраняется во многих школах, в России даются посвящения мастерами Кагью и Гелуг, однако линия передачи Шести Йог Калачакры сохранилась лишь в традиции Джонанг.
Калачакра-тантре посвятил одну из своих важнейших работ советский буддолог и востоковед, публикатор (1960) "Дхаммапады" Ю. Н. Рерих.

## Инициация калачакры

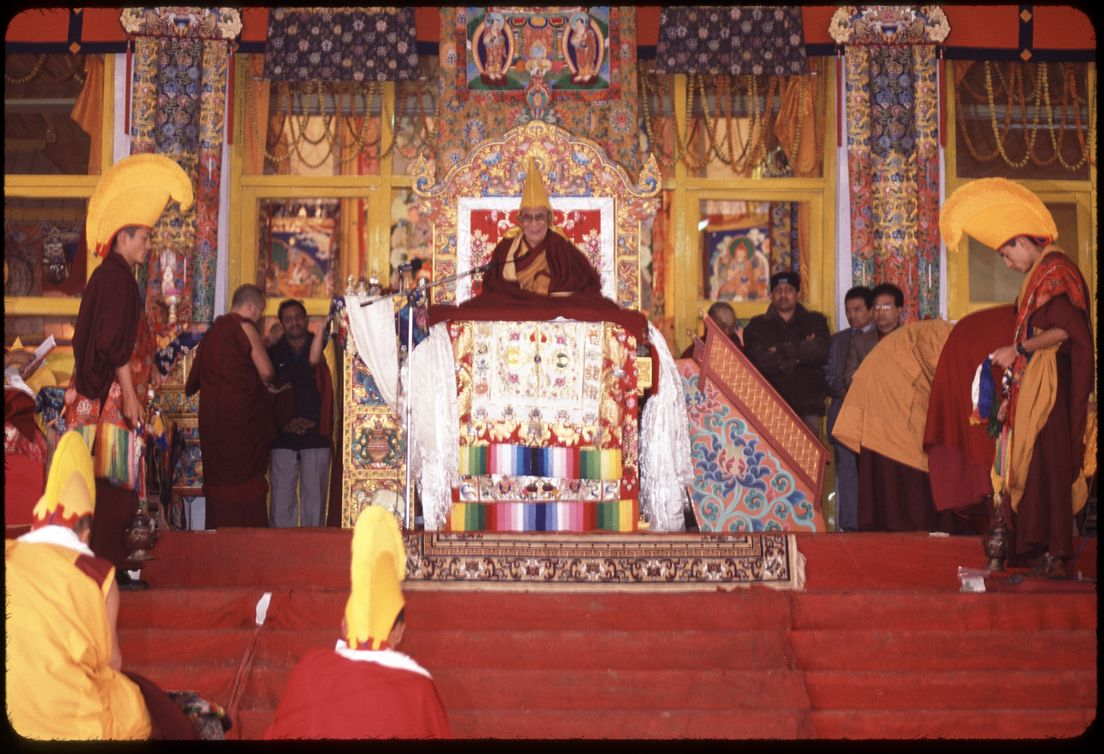
Далай-лама проводит посвящение в калачакру в Бодх-Гая в 2003.

Инициацию калачакры осуществляют несколько учителей, наиболее известна инициация, проводимая Далай-ламой.
Инициация Далай-ламы проводится при большом скоплении народа, нередко более десяти тысяч человек и сопровождается детальным объяснением учения, длящимся более недели. Несмотря на массовость, калачакра считается сложной практикой, и не ожидается, что все присутствующие смогут её принять и освоить. Однако присутствие на этой церемонии считается благословением в любом случае.
Обычно инициации чередуются — попеременно они проводятся в Индии и в западных странах.
Полный список инициаций калачакры, проведённых Далай-ламой:
- 1. Дворец Норбулинка, Лхаса, Тибет, май 1954, в присутствии около 100 тысяч человек;
- 2. Дворец Норбулинка, Лхаса, Тибет, апрель 1956, в присутствии около 100 тысяч человек;
- 3. Дармсала, Индия, март 1970, в присутствии около 30 тысяч человек;
- 4. Бьялакуппе, Южная Индия, май 1971, в присутствии около 100 тысяч человек;
- 5. Бодхгая, Индия, декабрь 1974, в присутствии около 100 тысяч человек;
- 6. Лех, Ладакх, Индия, сентябрь 1976, в присутствии около 40 тысяч человек;
- 7. Мадисон, США, июль 1981, в присутствии около 1500 человек;
- 8. Диранг, Аруначал-Прадеш, Индия, апрель 1983, в присутствии около 5000 человек;
- 9. Лахул и Спити, Индия, август 1983, в присутствии около 10 тысяч человек;
- 10. Рикон, Швейцария, июль 1985, в присутствии около 6000 человек;
- 11. Бодхгая, Индия, декабрь 1985, в присутствии около 200 тысяч человек;
- 12. Занскар, Ладакх, Индия, июль 1988, в присутствии около 10 тысяч человек;
- 13. Лос-Анджелес, США, июль 1989, в присутствии около 1500 человек;
- 14. Сарнатх, Индия, декабрь 1990, в присутствии около 130 тысяч человек;
- 15. Улан-Батор, Монголия, июль 1991;
- 16. Нью-Йорк, США, октябрь 1991, в присутствии около 4000 человек;
- 17. Калпа, Киннаур, Химачал Прадеш, Индия, август 1992;
- 18. Гангток, Сикким, Индия, апрель 1993, в присутствии около 130 тысяч человек;
- 19. Джиспа, Лахул и Спити, Химачал Прадеш, Индия, август 1994, в присутствии около 20 тысяч человек;
- 20. Барселона, Испания, декабрь 1994к;
- 21. Мундгод, южная Индия;
- 22. Улан-Батор, Монголия, август 1995, в присутствии около 100 тысяч человек;
- 23. Табо, Химачал Прадеш, Индия, июнь 1996, в присутствии около 20 тысяч человек;
- 24. Сидней, Австралия, сентябрь 1996;
- 25. Салугара, Западная Бенгалия, Индия, декабрь 1996;
- 26. Блумингтон, штат Индиана, США, август 1999;
- 27. Спити, Индия, август 2000;
- 28а. Бодхгая, Индия, январь 2002 (отложена)
- 28b. Грац, Австрия, октябрь 2002;
- 29. Бодхгая, Индия, январь 2003;
- 30. Торонто, Канада, апрель 2004;
- 31. Амаравати, Индия, январь 2006;
- 32. Вашингтон, США, запланировано на июль 2011[5].
- 33. Лех, Индия, июль 2014.